# Hastings (ancienne circonscription fédérale)
Pour les articles homonymes, voir Hastings.
Circonscription électorale fédérale du Canada
Hastings est une circonscription électorale fédérale de l'Ontario, représentée de 1968 à 1979.
La circonscription d'Hastings est créée en 1966 avec des parties d'Hastings-Sud et d'Hastings—Frontenac. Abolie en 1976, elle est redistribuée parmi Prince Edward et Hastings—Frontenac.

## Géographie
En 1966, la circonscription d'Hastings comprenait:
- La ville de Belleville
- Les cantons de Cashel, Dungannon (en), Elzevir (en), Faraday (en), Grimsthorpe (en), Hungerford (en), Huntingdon, Lake, Limerick (en), Madoc (en), Marmora (en), Mayo (en), Thurlow, Tudor, Tyendinaga et Wollaston (en)

## Députés
| Législature                                            | Années                                                 | Député                                                 | Député                                                 | Parti                                                  |
| Hastings issue de Hastings-Sud et d'Hastings—Frontenac | Hastings issue de Hastings-Sud et d'Hastings—Frontenac | Hastings issue de Hastings-Sud et d'Hastings—Frontenac | Hastings issue de Hastings-Sud et d'Hastings—Frontenac | Hastings issue de Hastings-Sud et d'Hastings—Frontenac |
| ------------------------------------------------------ | ------------------------------------------------------ | ------------------------------------------------------ | ------------------------------------------------------ | ------------------------------------------------------ |
| 28e                                                    | 1968–1972                                              |                                                        | Lee Grills                                             | Progressiste-conservateur                              |
| 29e                                                    | 1972–1974                                              | Jack Ellis                                             |                                                        | Progressiste-conservateur                              |
| 28e                                                    | 1974–1979                                              | Jack Ellis                                             |                                                        | Progressiste-conservateur                              |
| Redistribuée parmi Prince Edward et Hastings—Frontenac |                                                        |                                                        |                                                        |                                                        |